# ACS Inter Olt Slatina
ACS Inter Olt Slatina is een Roemeense voetbalclub uit Slatina, opgericht in 2006. De club is ontstaan uit een fusie tussen Alprom Slatina en Oltul Slatina. Tot 2012 stond de club bekend onder de naam CS Alro Slatina, hierna was FC Olt Slatina de naam.
In het seizoen 2009-10 promoveerde de club naar Liga 2 na een overwinning op koploper FCM Târgovişte. In zowel 2010-11 als 2011-12 eindigde de club als 5e en stelde zich ten doel te promoveren naar Liga 1. Dat lukte in 2012-13 niet; de club wist zich maar net te handhaven in Liga 2. In 2015 degradeerde de club naar de Liga III en de naam werd ACS Inter Olt Slatina.

## Bekende spelers
- Mihai Niculescu
- Cristian Ungureanu